# Bone management
Bone management（ボーン マネージメント）は、がん治療よって副次的に生じる骨密度の低下と骨転移により起こりうる骨関連事象（病的骨折・脊髄圧迫など）に対する総合的な骨管理を意味する。
「最大の臓器である骨に対し、専門的かつ積極的な介入を行い、がん患者の予後やQOLを最大にすること」
- 長期に健康的な骨を維持する
- 骨髄微小環境を整え、骨転移を抑制する
- 骨転移による痛みや骨関連事象を予防する
- 集学的治療により、痛みや骨折などの事象から解放する

## 定義づけの背景
- 骨は単にリン酸カルシウムが沈着した硬組織ではなく、体重の5分の1を占める巨大な臓器であると捉えることができる。
- 骨の役割は体の器官を支えるだけでなく、さまざまなシグナル伝達系に関与していることが明確になってきている。
- 癌の骨転移が生じると、患者の生命予後やQOLを脅かす大きな要因となる。